# Bill Callahan (allenatore di football americano)
William Callahan, detto Bill (Chicago, 31 luglio 1956), è un allenatore di football americano statunitense, professionista nella National Football League (NFL).
È il padre del capo allenatore dei Tennessee Titans Brian Callahan.

## Record come capo allenatore

### NFL
| Squadra    | Anno       | Stagione regolare | Stagione regolare | Stagione regolare | Stagione regolare | Stagione regolare | Playoff | Playoff | Playoff                                                  |
| Squadra    | Anno       | Vinte             | Perse             | Pari              | %                 | Posizione         | Vinte   | Perse   | Risultato                                                |
| ---------- | ---------- | ----------------- | ----------------- | ----------------- | ----------------- | ----------------- | ------- | ------- | -------------------------------------------------------- |
| OAK        | 2002       | 11                | 5                 | 0                 | 68,8%             | 1º AFC West       | 2       | 1       | Perso il Super Bowl XXXVII contro i Tampa Bay Buccaneers |
| OAK        | 2003       | 4                 | 12                | 0                 | 25,0%             | 3º AFC West       | -       | -       | -                                                        |
| Totale OAK | Totale OAK | 15                | 17                | 0                 | 46,9 %            |                   | 2       | 1       |                                                          |
| WAS        | 2019       | 3                 | 8                 | 0                 | 27,3 %            | 4º NFC East       | -       | -       | -                                                        |
| Totale WAS | Totale WAS | 3                 | 8                 | 0                 | 27,3 %            |                   | 0       | 0       |                                                          |
| Totale     | Totale     | 18                | 25                | 0                 | 41,93%            |                   | 2       | 1       |                                                          |